# USS Coral Sea (CV-43)
O USS Coral Sea (CV-43) foi um porta-aviões da Marinha dos Estados Unidos, pertencente a Classe Midway.
|  |  |

## Honrarias e condecorações
| Nomenclatura e barretas das honrarias e condecorações | Nomenclatura e barretas das honrarias e condecorações | Nomenclatura e barretas das honrarias e condecorações        |
| Navy Unit Commendation com seis estrelas de serviço   | \|                                                    | Meritorious Unit Commendation com quatro estrelas de serviço |
| ----------------------------------------------------- | ----------------------------------------------------- | ------------------------------------------------------------ |
| \|                                                    |                                                       |                                                              |

| Navy Expeditionary Medal com duas estrelas de serviço               | Navy Occupation Service Medal                                   | National Defense Service Medal com uma estrela de serviço |
| ------------------------------------------------------------------- | --------------------------------------------------------------- | --------------------------------------------------------- |
| Bronze star · Bronze star                                           |                                                                 | Bronze star                                               |
| Armed Forces Expeditionary Medal com doze estrelas de serviço       | Vietnam Service Medal com dez estrelas de serviço               | Humanitarian Service Medal                                |
| Silver star · Silver star · Bronze star · Bronze star               | Silver star · Silver star                                       |                                                           |
| Sea Service Deployment Ribbon com treze estrelas de serviço         | Republic of Vietnam Meritorious Unit Citation (Gallantry Cross) | Republic of Vietnam Campaign Medal                        |
| Silver star · Silver star · Bronze star · Bronze star · Bronze star |                                                                 |                                                           |